# Marvel: Ultimate Alliance
Marvel Ultimate Alliance — компьютерная игра в жанре ролевого экшна 2006 года, разработанная Raven Software для платформ PlayStation 2, PlayStation 3, Xbox и Xbox 360. Vicarious Visions портировала её на PlayStation Portable и Wii, а Beenox — на Microsoft Windows. Barking Lizards Technologies создала версию для Game Boy Advance. В 2016 году Zoë Mode переиздала игру для PlayStation 4 и Xbox One.

## Восприятие
| Сводный рейтинг    | Сводный рейтинг | Сводный рейтинг | Сводный рейтинг | Сводный рейтинг | Сводный рейтинг | Сводный рейтинг | Сводный рейтинг |
| Издание            | Оценка          | Оценка          | Оценка          | Оценка          | Оценка          | Оценка          | Оценка          |
| Издание            | PC              | PS2             | PS3             | PSP             | Wii             | Xbox            | Xbox 360        |
| ------------------ | --------------- | --------------- | --------------- | --------------- | --------------- | --------------- | --------------- |
| GameRankings       | 82,56 %         | 81,65 %         | 78,24 %         | 81,84 %         | 73,96 %         | 83,28 %         | 82,09 %         |
| Metacritic         | 82/100          | 81/100          | 78/100          | 81/100          | 73/100          | 83/100          | 82/100          |
| Иноязычные издания |                 |                 |                 |                 |                 |                 |                 |
| Издание            | Оценка          | Оценка          | Оценка          | Оценка          | Оценка          | Оценка          | Оценка          |
| Издание            | PC              | PS2             | PS3             | PSP             | Wii             | Xbox            | Xbox 360        |
| 1UP.com            | N/A             | N/A             | N/A             | N/A             | N/A             | B−              | N/A             |
| Game Informer      | N/A             | N/A             | N/A             | N/A             | N/A             | 9.25/10         | N/A             |
| GameSpot           | N/A             | N/A             | N/A             | N/A             | N/A             | 8.3/10          | N/A             |
| IGN                | N/A             | N/A             | N/A             | N/A             | N/A             | 8.1/10          | N/A             |
| OXM                | N/A             | N/A             | N/A             | N/A             | N/A             | 9.0/10          | N/A             |